# Fehérgyarmat
Fehérgyarmat ist eine ungarische Stadt im gleichnamigen Kreis im Komitat Szabolcs-Szatmár-Bereg.

## Städtepartnerschaften
- Kamenný Most, Slowakei
- Livada Mică (Satu Mare), Rumänien
- Nisko, Polen
- Skydra, Griechenland
- Wynohradiw, Ukraine

## Söhne und Töchter der Stadt
- József Klobusiczky (1756–1826), ungarischer Politiker, Gouverneur von Fiume, Obergespan und k.k. Kämmerer
- Péter Klobusiczky (1752–1843), Bischof und Erzbischof
- Szilárd Borbély (1963–2014), Schriftsteller und Literaturwissenschaftler
- Tibor Balogh (* 1975), Künstler

## Sehenswürdigkeiten
- Griechisch-katholische Kirche Szentháromság, erbaut nach Plänen von Mihály Balázs
- Hochwasser-Denkmal (Árvizi emlékmű) von László Szomor, in Erinnerung an die Überschwemmung des Theiß-Gebiets im Jahr 1970
- Kossuth-Park (Kossuth park)
- Reformierte Kirche, erbaut 1486 (Gotik), später mehrfach umgebaut
  - Holzdeckenmalereien aus dem 18. Jahrhundert sind in der Kirche in Fragmenten erhalten
- Reformierte Kirche (A Harmadik Évezred Temploma), erbaut 2003
- Römisch-katholische Kirche Szent Péter és Pál, erbaut 1816 (Spätbarock), nach mehreren Bränden Anfang des 20. Jahrhunderts  restauriert
- Schloss Jékey (Jékey-kastély), erbaut Anfang des 20. Jahrhunderts im Stil des Neubarocks
- Städtische Galerie (Városi Galéria)
- Standbild des Heiligen Georg (Szent György-szobor) mit Brunnen von Lajos Bíró
- Szekler-Tor (Székelykapu) von József Fehervári

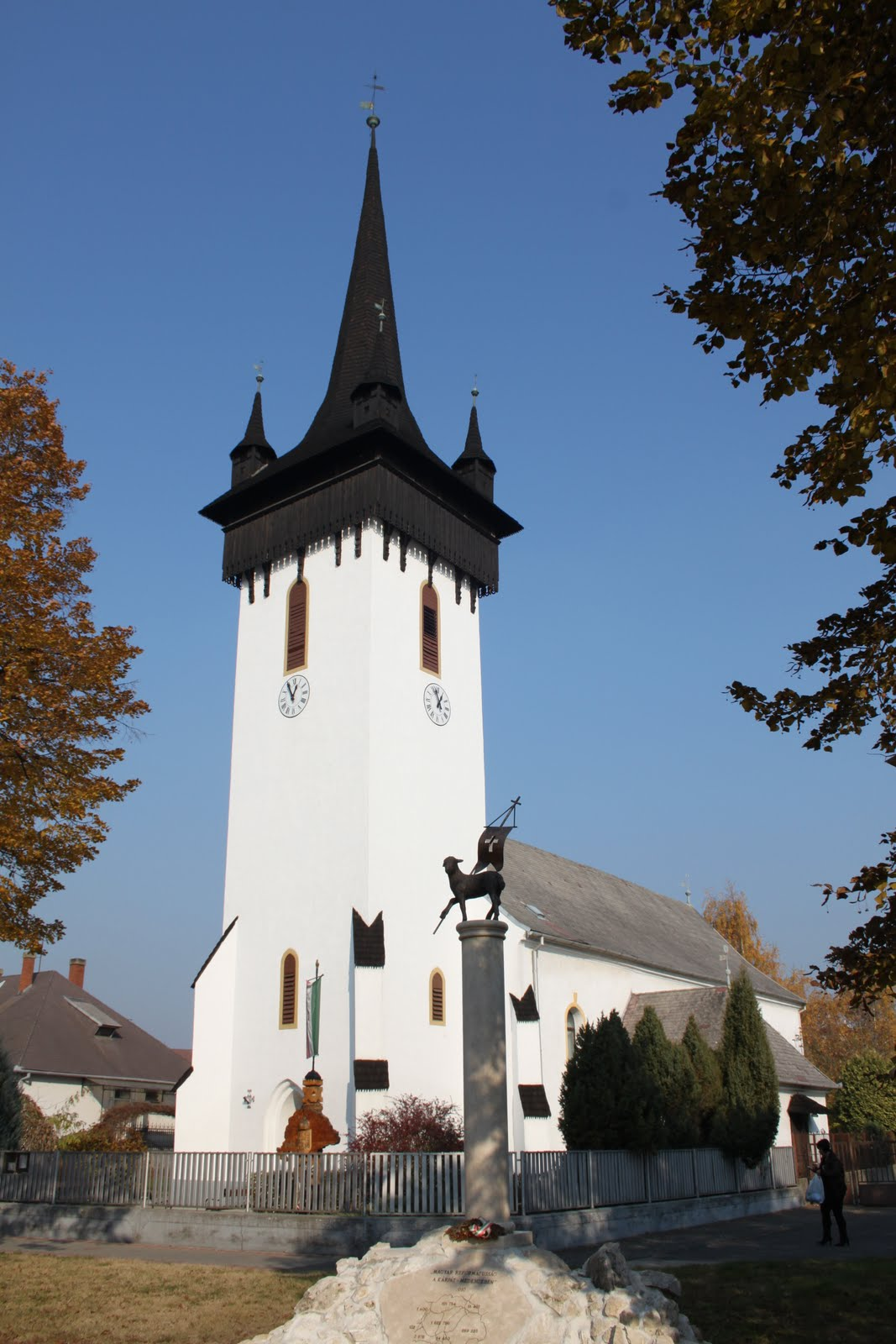
Reformierte Kirche in Fehérgyarmat

## Verkehr
In Fehérgyarmat kreuzen sich die Hauptstraße Nr. 491 und die Landstraße Nr. 4127. Die Stadt ist angebunden an die Eisenbahnstrecke von Mátészalka nach Zajta.